# Adrastus pallens
Adrastus pallens es una especie de escarabajo del género Adrastus, familia Elateridae. Fue descrita científicamente por Fabricius en 1792.
Se distribuye por Reino Unido, Suiza, Suecia, Finlandia, Francia, Estonia, Alemania, Países Bajos, Austria, Dinamarca, Noruega, Rusia, Bélgica, Italia, Polonia, Liechtenstein, Luxemburgo, Letonia, Bielorrusia, Lituania y Estados Unidos. La especie se mantiene activa durante los meses de enero, febrero, abril, mayo, junio, julio, agosto, septiembre y diciembre.